# ZSWIM7
ZSWIM7 (англ. Zinc finger SWIM-type containing 7) – білок, який кодується однойменним геном, розташованим у людей на 17-й хромосомі. Довжина поліпептидного ланцюга білка становить 140 амінокислот, а молекулярна маса — 15 386.
| 10         |  | 20         |  | 30         |  | 40         |  | 50         |
| ---------- |  | ---------- |  | ---------- |  | ---------- |  | ---------- |
| MAVVLPAVVE |  | ELLSEMAAAV |  | QESARIPDEY |  | LLSLKFLFGS |  | SATQALDLVD |
| RQSITLISSP |  | SGRRVYQVLG |  | SSSKTYTCLA |  | SCHYCSCPAF |  | AFSVLRKSDS |
| ILCKHLLAVY |  | LSQVMRTCQQ |  | LSVSDKQLTD |  | ILLMEKKQEA |  |            |

A: Аланін

C: Цистеїн

D: Аспарагінова кислота

E: Глутамінова кислота

F: Фенілаланін

G: Гліцин

H: Гістидин

I: Ізолейцин

K: Лізин

L: Лейцин

M: Метіонін

P: Пролін

Q: Глутамін

R: Аргінін

S: Серин

T: Треонін

V: Валін

Задіяний у таких біологічних процесах, як пошкодження ДНК, репарація ДНК, рекомбінація ДНК. 
Білок має сайт для зв'язування з іонами металів, іоном цинку. 
Локалізований у ядрі.